# 上市町役場
上市町役場（かみいちまちやくば）は、富山県にある日本の地方公共団体である上市町の組織が入り執行機関としての事務を行う施設（役所）。

## 概要
庁舎は1976年（昭和51年）8月に着工し、1977年（昭和52年）8月31日に竣工したものである。
敷地面積延べ18,735 m2、建物は鉄筋コンクリート造り4階建て。延床面積4,877.7 m2（付属建物も含めると5,851.7 m2）。完成時は1977年3月30日完成の働く婦人の家が隣接していた。

## 沿革
旧庁舎は旧上市駅の駅舎で、1943年（昭和18年）に上市口駅（現在の上市駅） - 上市駅間が廃止となり、終戦後に富山地方鉄道から上市町へ寄付され、役場として使用されてきた。その後1955年（昭和30年）に増改築した。
旧庁舎解体後は、当時隣接してた消防署の新築拡充に使用された。

## 周辺のおもな施設
- 北アルプス文化センター
- かみいち総合病院
- 富山信用金庫上市営業部（旧・上市信用金庫本店）
- 上市町保健福祉総合センター
- 上市ショッピングタウンパル
- 上市町立上市中央小学校
- 上市町立上市中学校